# Raphidascaroides zygaenai
Raphidascaroides zygaenai is een rondwormensoort uit de familie van de Anisakidae. De wetenschappelijke naam van de soort is voor het eerst geldig gepubliceerd in 1995 door Rajyalakshmi.